# Tetax Sesecapan
Tetax Sesecapan är en ort i Mexiko.   Den ligger i kommunen Santiago Tuxtla och delstaten Veracruz, i den sydöstra delen av landet, 400 km öster om huvudstaden Mexico City. Tetax Sesecapan ligger 317 meter över havet och antalet invånare är 696.
Terrängen runt Tetax Sesecapan är kuperad norrut, men söderut är den platt. Runt Tetax Sesecapan är det ganska tätbefolkat, med 111 invånare per kvadratkilometer. Närmaste större samhälle är San Andres Tuxtla, 8,1 km öster om Tetax Sesecapan. Omgivningarna runt Tetax Sesecapan är en mosaik av jordbruksmark och naturlig växtlighet.